# 张毓环
张毓环（1937年2月—），女，河北秦皇岛人，中华人民共和国政治人物，曾任中共天津市北辰区委书记，天津市人大常委会副主任。